# British Institute of Florence
Le British Institute of Florence – également appelé Institut britannique de Florence - est un institut culturel fondé en 1917 à Florence dans le but de promouvoir les relations culturelles anglo-italiennes grâce à l'enseignement de l’anglais, de l’italien, de l'histoire de l’art mais aussi grâce à la constitution d'une importante bibliothèque de livre en anglais sur les thèmes de la littérature italienne et anglaise, l’art, l’histoire et la musique. C'est l'Institut britannique le plus ancien en dehors des îles britanniques.

## Histoire

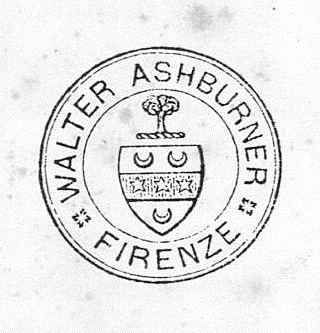
Timbre ex libris de Walter Ashburner. Fondazione BEIC

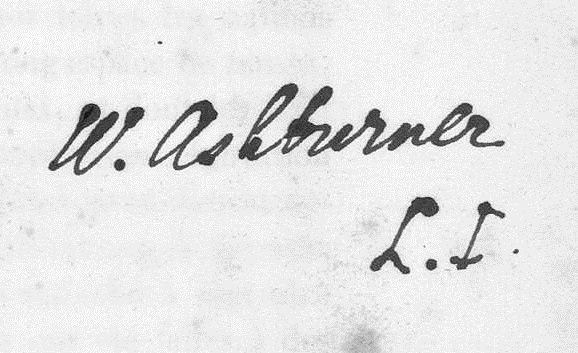
Autographe de Walter Ashburner. Fondazione BEIC

L'Institut fut créé en 1917, pendant la première guerre mondiale par un groupe d’intellectuels anglo-italiens qui souhaitait s’opposer à la propagande anti-britannique.
Les premiers débats à propos de la création d’un institut tel que celui-ci, et sur le modèle de l’Institut français de Florence (créé en 1907), commencèrent bien avant le début de la guerre.
Walter Ashburner, Guido Biagi, Guido Ferrando, Edward Hutton, Carlo Placci, Angelo Orvieto, Gaetano Salvemini, Aldo Sorani, G.M. et Janet Trevelyan, Herbert Trench et Lina Waterfield (née Duff Gordon) firent notamment partis du British Institute à sa création. L’Institut fut officiellement ouvert au public en juin 1918 par l’ambassadeur Sir Rennell Rodd.
En 1923, grâce à l’assistance de Sir Rennell Rodd et à l’aide précieuse de Janet Trevelyan, le Roi Georges V signa et accorda la charte royale à l’Institut. Parmi les signataires de la pétition pour obtenir la charte royale, nous pouvons mentionner C.W. Maclean ; R.S. Conway, professeur de latin à l’Université de Manchester ; Arthur Acton, le père de Harold Acton ; R.S. Spranger ; le poète irlandais Herbert Trench. 
Les buts de l’institution sont définis dans le décret royal et comprennent « la promotion de l'étude de la langue anglaise en Italie, de la littérature, de l’art, de l’histoire, de la philosophie et de ses institutions » ; « la création et la conservation, à Florence, d’une bibliothèque générale de livre à propos de la culture italienne et anglaise » ; et « la promotion de bonnes relations entre les personnes qui parlent italien et celles qui parlent anglais, permettant la création d’opportunités et d'échanges sociaux pour les intellectuels; et, enfin, la création d’opportunités pour les étudiants qui parlent anglais et étudient la langue italienne, la Littérature, l'art, l'histoire, la philosophie, et ses institutions ».
L’Institut a eu de nombreux sièges (dont la  Loge Ruccellai où se maria la sœur de Laurent le Magnifique en 1460) avant de s’installer au Palazzo Antinori en 1923. La Bibliothèque et les salles de cours furent situées dans cet élégant, mais austère bâtiment jusqu’en 1966.

## Directeurs
Les trois premiers directeurs ne percevaient pas de salaire, ils étaient donc considérés comme des Présidents honoraires:
| Ordre | Nom                | Date      |
| ----- | ------------------ | --------- |
| 1     | Arthur F. Spender  | 1917–1922 |
| 2     | Harold Goad        | 1922–1939 |
| 3     | Francis Toye       | 1939–1958 |
| 4     | Ian Greenlees      | 1958–1981 |
| 5     | David Rundle       | 1981–1987 |
| 6     | Frank Woodhouse    | 1987–1997 |
| 7     | Christine Wilding  | 1997–2003 |
| 8     | Vanessa Hall-Smith | 2004-2011 |
| 9     | Sara Milne         | 2011-2012 |
| 10    | Moira MacFarlane   | 2012-2013 |
| 11    | Julia Race         | 2013-     |

La prédilection de Harold Goad pour la politique de Benito Mussolini nuisit à la réputation de l’institut dans les années 1930 (Goad écrivit de nombreuses apologies sur le fascisme et le corporatisme). Sa réputation fut rétabli grâce au musicologue Francis Toye, qui, par chance retrouva la bibliothèque presque intacte après la seconde guerre mondiale et ceci grâce au zèle de la bibliothécaire Giulietta Fermi et à la protection accordée par le consulat suisse.
En 1958 Toye fut remplacé par Ian Greenlees, qui avait par le passé travaillé au British Council de Rome et avait beaucoup de contacts avec les partis italiens de gauche. Ces contacts remontaient à son expérience pendant la guerre à Radio Bari, qu’il fonda pour diffuser la propagande alliée. Son portrait en uniforme de Major de l’armée britannique fut réalisé par son ami Renato Guttuso. Greenlees et le bibliothécaire Robin Chanter développèrent considérablement la bibliothèque. Quand le contrat de location du Palazzo Antinori arriva à échéance, Harold Acton, qui était un très bon ami de Greenlees, mis à disposition trois étages du Palazzo Lanfredini, situé sur la rive sud de l’Arno, afin d'accueillir la bibliothèque.
Il n’y avait pas d’espace pour les leçons, c’est pourquoi en 1964 l'école fut transférée dans le Palazzo Spini-Ferroni, situé piazza Santa Trinita. 
Parmi les gouverneurs de l’institut figurent l’historien de l’art et ancien espion Anthony Blunt. 
David Rundle, nommé directeur en 1981, travailla pour le British Council et réussit à créer des liens avec le Ministère des Affaires étrangères, tandis que l’italianiste Frank Woodhouse, de l’Université de Cambridge, établit des liens très étroits avec la réalité académique anglaise. 
En 1966, l’école déménagea de nouveau, au Palazzo dello Strozzino, situé piazza Strozzi. Des cours d’anglais, d’italien et d’histoire de l’art y sont alors régulièrement tenus.
L’institut est également Platinum Center, c’est-à-dire autorisé à organiser les examens de l’Université de Cambridge (ESOL).

## Programme culturel
Parmi les personnes qui ont tenu des conférences ou effectué des lectures, nous pouvons evoquer: Harold Acton, Piero Bigongiari, Quentin Bell, Elizabeth Bowen, Cecil Day-Lewis, Edith Evans, Joan Haslip, Francis King, Fosco Maraini, Edwin Muir, Frank Muir, Iris Murdoch, Tim Parks, John Pope-Hennessy, Mario Praz, Lorna Sage, Edith Sitwell, Muriel Spark, Robert Speaight, William Trevor, Gore Vidal, Marina Warner, Angus Wilson; et plus récemment Robin Butler, Geoffrey Hill, Anthony Kenny et Alexander McCall-Smith.

## Bibliothèque
La bibliothèque est la plus fournie en livres anglais d'Europe continentale. Elle compte plus de 50 000 volumes et est situé dans le Palazzo Lanfredini sur trois étages. Elle représente aussi bien la culture italienne qu’anglaise. D’importantes collections de littérature, d’histoire, de musique et d’histoire de l’art sont présentes mais aussi de plus petites sections dans le domaine de la philosophie, de la religion, des sciences sociales ou du langage. Ces dernières années, la bibliothèque a reçu de nombreuses donations de personnalités telles que Harold Acton, Bernard Berenson, John Buchan, Irene Cooper Willis (Vernon Lee Collection), Henry Furst, Victor Gollancz, Dorothy Nevile Lees (Edward Gordon Craig Collection), Henry Newbolt, Osbert Sitwell, R. S. Spranger.

## Archives
En 2001, le Palazzo Lanfredini devint également un lieu de conservation des archives, comprenant, non seulement les collections de l’institut mais aussi celles historiques et littéraires données au fil des années comme celles de Craig, Horner, Hutton, Vernon Lee, Macquay ou Waterfield.

## Visites royales
La princesse Margaret visita l’institut en 1972, à l’occasion de l’exposition de Henry Moore au Forte Belvedere de Florence. Helen, l’ancienne reine de Roumanie fut présente à de nombreuses conférences et concert dans les années ‘70. Le prince et la princesse de Galles visitèrent l'école et la bibliothèque en 1985, après que le prince Charles accepta de parrainer l’institut (avec le premier ministre Giovanni Spadolini). Le prince Charles revient en 2002.
Actuellement, la co-marraine est Wanda Ferragamo. Catherine, duchesse de Cambridge passa une partie de son année sabbatique à l’institut en 2000[réf. nécessaire].